# Байсонкур

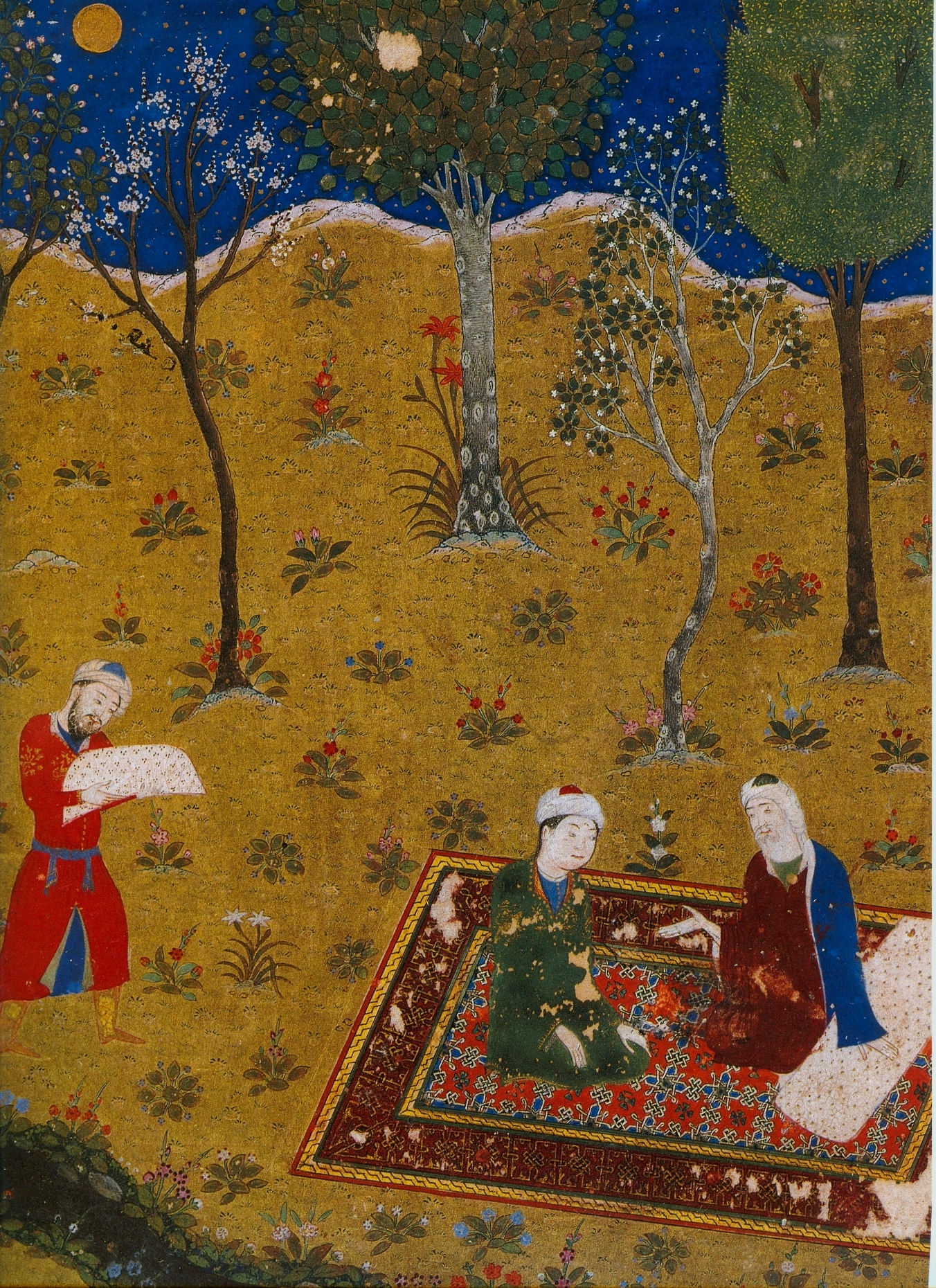
Поэт Саади беседует с молодым другом в ночном саду. «Гулистан» Саади. Герат, 1427 г. Библиотека Честер Битти, Дублин.
«Гулистан» Саади был первым иллюстрированным манускриптом, вышедшим из мастерской Байсонкура. В нём всего 8 миниатюр.

Гияс ад-Дин Байсонкур ибн Шахрух (также Байсунгур-мирза; 16 сентября 1397, Герат, — 20 декабря 1433, дворец Баге-Сафид под Гератом) — тимуридский принц, государственный деятель и покровитель искусства.

## Биография
Байсонкур был сыном Шахруха и самой выдающейся из его жён Гаухаршад бегим, и внуком Тимура (Тамерлана). Когда в 1405 году Тимур скончался, он оставил после себя большую империю. Наследником Тимур распорядился назначить своего внука Пир-Мухаммеда, однако тот не имел поддержки в армии. В результате возникшей смуты порядок смог навести отец Байсонкура Шахрух. Своей столицей он сделал Герат, а троих из четырёх сыновей (Улугбека, Ибрахим-султана и Суйургатмиша) назначил правителями разных областей. Байсонкур в силу малых лет оставался с ним в Герате. Со временем он стал фактически правой рукой своего отца, играя важную роль в управлении тимуридской империей.
В свои семнадцать лет Байсонкур стал «вали» (генерал-губернатором) Туса, Нишапура и Астрабада, а в 1414 году он в качестве регента правил из Герата в тот период, когда Шахрух отсутствовал в столице. В 1416—1417 годах служил в качестве «амир-э-диван», то есть возглавлял Высший государственный совет. Несколько позднее в 1420 году он участвовал в кампании против племенного объединения Кара-Коюнлу на северо-западе Ирана, взял Тебриз и был назначен «вали» (генерал-губернатором) этого города, однако впоследствии вернулся в Герат. В 1427 году Байсонкур принял участие в походе против узбекского хана Борака, после того как тот нанес поражение его брату Улугбеку, правившему в Мавераннахре. После того, как Борак был разбит, отец отправил Байсонкура в Герат. В 1429 году Байсонкур-мирза вновь участвовал в походе против Кара-Коюнлу, а в 1431 году сопровождал эмира Аладдина Алика Кукулташа в его походе на Астрабад.
Большую часть времени он жил в Герате, лишь изредка посещая своё поместье на востоке Ирана в районе Мешхеда, и используя его в основном для весенней охоты. Фактически Байсонкур был кронпринцем, и только ранняя смерть в 1433 году не дала ему возможности занять тимуридский трон. Он умер молодым, прожив всего 36 лет, и был похоронен в гробнице закрытого кладбища при медресе, построенном его матерью Гохаршад в Герате (это медресе было снесено в 1885 году). Байсонкур вёл разгульную жизнь, полную алкогольных излишеств (О. Ф. Акимушкин пишет, что он «страдал хроническим алкоголизмом и умер от запоя в своей гератской резиденции Баг-и Сафид»), однако смерть мирзы была воспринята художниками и литераторами его китабхане как личная утрата. Некоторые из них принадлежали к кругу близких друзей принца, они составили посмертный сборник скорбных элегий, который известен как «Байсонкур-наме» (хранится в Библиотеке Милли, Тебриз).
Байсонкур много сделал для превращения Герата в культурный центр тимуридской империи, осуществляя синтез тюркской и персидской культур. Его выдающаяся роль признана большинством сегодняшних исследователей персидского культурного наследия, несмотря на то, что длительное время фигура Байсонкура-мирзы находилась как бы в тени его знаменитого брата Улугбека. Исследователи считают, что Байсонкур не мог долго оставаться вне Герата именно потому, что нигде, кроме этого города, не находил нужного отклика своим многообразным творческим интересам. Он прекрасно владел арабским и персидским языками, а также родным восточно-тюркским, увлекался поэзией, и хотя, согласно историческим сообщениям, очень мало писал сам, несколько его стихов сохранилось. Его современник, хронист Даулатшах сообщает, что Байсонкур взял себе литературный псевдоним «Шахи», но милостиво отказался от него, поскольку знаменитый персидский поэт Амир Ак-Малик Сабзавари уже носил такое имя, и напомнил об этом принцу в форме газели.
Он переписывался со своими братьями — Улугбеком, правившим в Самарканде и Ибрахимом, правившим в Ширазе, обсуждая в письмах тонкости поэзии и высказываясь о творчестве Амира Хосрова Дехлеви и Низами Гянджеви, который особенно нравился Улугбеку. Сам Байсонкур покровительствовал придворным поэтам, и был поклонником творчества Амира Хосрова Дехлеви, занимался собиранием его стихов, надеясь скопить в своей библиотеке все его произведения, но так и не смог этого сделать. Сохранились свидетельства, что он написал новое предисловие к «Шахнаме» Фирдоуси, которое переписывалось в его китабхане, однако Мухаммад Казвини утверждает, что это сообщение, скорее всего, ошибочно.
Увлечения Байсонкура распространялись и на музыку, в которой он согласно сохранившимся сообщениям, разбирался практически профессионально. Источники не сообщают, какого рода музыка ему нравилась больше — вокальная или инструментальная, однако подтверждают, что при дворе состояли известные артисты и музыканты. Даулатшах приводит небольшой сюжет из жизни дворца, в котором Байсонкур отказывается отправить (то есть продать) знаменитого музыканта Хваджу Йусуфа своему брату Ибрахим-султану в Шираз.
Байсонкур также покровительствовал тимуридской историографии. В его времена уже не было историков, обладавших столь высоким статусом, как Рашид-ад-Дин или Джувейни, писавших свои труды во время правления ильханов, тем не менее при дворе тимуридов работал Хафиз-и Абру (ум. в 1430), сочинявший хронику Маджма ат-Таварих (Собрание летописей), которая являлась хронологическим продолжением «Джами ат-таварих» Рашид ад-Дина. В 1426—7 годах он составил её четвёртую часть, которую посвятил Байсонкуру (Зобдат-ат-Таварих-э Байсонкури — «Сливки летописей Байсонкура»). Книга состоит из двух разделов, в одном из которых описывается история Тимура, в другом — история правления Шахруха.
Байсонкур был большим поклонником каллиграфии, и в свободное время с удовольствием предавался этому занятию. Согласно сообщению известного знатока персидской культуры И. Щукина, Байсонкур прекрасно владел шестью различными стилями каллиграфии (то есть всеми почерковыми стилями классической «шестёрки»: мухаккак, сулюс, насх, тауки, рика и райхан) . Сохранилась созданная им каллиграфическая надпись на мечети в Мешхеде (Мечеть Гохаршад), которая строилась по распоряжению его матери Гохаршад Бегум. Надпись была сделана рукой Байсонкура, а затем перенесена на изразцы. Существует точка зрения, что знаменитый Коран Байсонкура (завершен в 1433 г.), от которого сохранилось лишь несколько листов, был переписан им самим. После захвата Тебриза в 1420 году Байсонкур вывез оттуда несколько мастеров книжного дела, в частности, знаменитого каллиграфа, мастера стиля насталик Мавлана Джафара Али Табризи, который возглавил китабхане Байсонкура.

## Китабхане Байсонкура

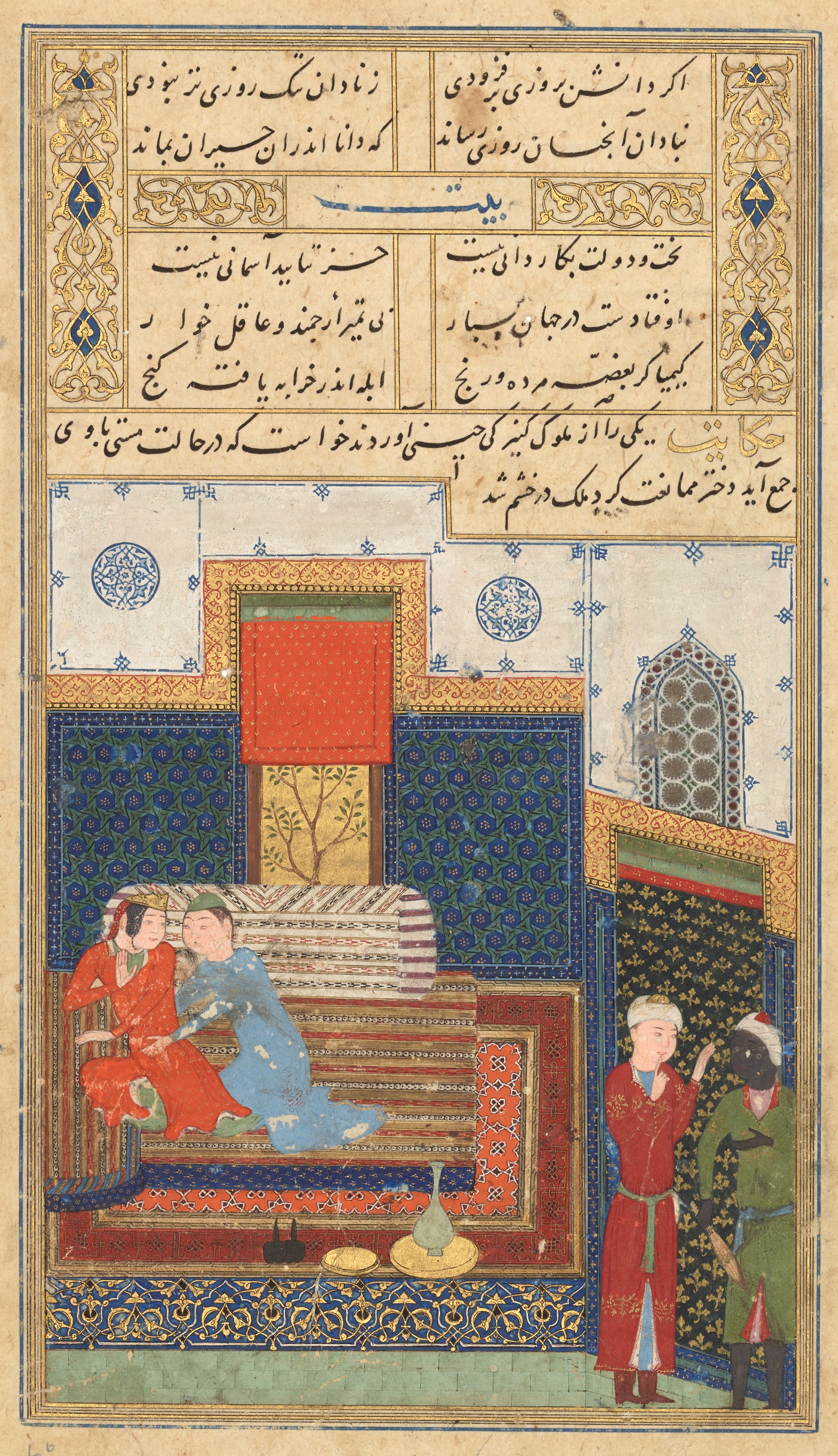
Пьяный принц пристаёт к китайской служанке. «Гулистан» Саади. Герат, 1427 г. Библиотека Честер Битти, Дублин.

Еще до того, как Байсонкур развил свою бурную деятельность на ниве культуры, в Герате существовала китабхане, созданная его отцом Шахрухом. Из её стен вышло несколько манускриптов, в частности исторический труд Хафиз-и Абру «Маджма ат-Таварих». Однако согласно современным данным, мастерская с самым широким набором мастеров разных специальностей была создана ещё самим Тимуром для производства разнообразных художественных работ по всей империи, поэтому, скорее всего, Шахруху китабхане досталась, так сказать, по наследству. Шахрух поощрял увлечения Байсонкура, помогая ему собирать лучших мастеров со всех районов Ирана.
С подачи одного из первых европейских знатоков персидской живописи шведского дипломата Ф. Мартина мастерскую Байсонкура иногда называют Академией, что не совсем верно. Тем не менее, согласно сообщению младшего современника Байсонкура историка Абд аль-Раззака Исхака аль-Самарканди (1413—1482) наряду с «мастерами книги» (каллиграфами, иллюминаторами, миниатюристами, переплётчиками и т. д.) в мастерской работали ювелиры (заргаран), столяры (надджар), мастера инкрустации (хатамбандан) и мозаики (кашитарашан), мастера резьбы, гравировки и других работ по металлу (хаддади). Так что круг производившихся в мастерской работ действительно был весьма широк.
Одной из особенностей китабхане было присутствие в творчестве её мастеров элементов дальневосточной культуры, которое, вероятно, было следствием обмена посольствами с Китаем. Известно, что гератские художники иногда осуществляли дипломатические миссии в Пекин; один из них Гият ад-Дин Наккаш, направленный в Китай Байсонкуром, вернулся в Герат и составил отчёт, который впоследствии Хафиз-и Абру включил в свой исторический труд. Однако основной творческий импульс живописцы байсонкуровской мастерской получили от миниатюристов Ахмеда Джалаира, работавших в его багдадской китабхане. Об этом свидетельствуют утончённые, изящные фигуры персонажей, и общий лирический настрой живописи мастеров Байсонкура.
Исследователи считают, что превосходный стиль миниатюр байсонкуровской китабхане возник не ранее 1425 года. Однако точкой отсчета деятельности мастерской принято считать, по меньшей мере, 1420 год, когда Байсонкур привез из Тебриза прекрасных мастеров, среди которых были художники — Дуст Мухаммад аль-Хатиб, Ходжа Али Мусаввир и переплётчик, устад Кавам ад-Дин Муджаллид Табризи, который, согласно Дуст Мухаммаду, изобрёл способ украшения переплёта рельефами.
Китабхане Байсонкура упоминают в своих трудах несколько историков. Некоторые перечисляют известных им каллиграфов и художников, работавших там. Турецкий историк и биограф Челеби Эфенди, написавший в 1587 году «Манакиб -и Хунарваран» (Жизнеописания людей искусства), называет 25 имён мастеров, работавших в китабхане Байсонкура, однако многие из них приводит ошибочно. По другим сведениям, в состав китабхане Байсонкура входило не менее сорока человек, среди которых были позолотчики, ювелиры, музыканты, поэты, каллиграфы, художники, мистики, резчики по кости и певцы, причём некоторые из них сочетали несколько разных специальностей.
Более точные сведения содержатся в документе, обнаруженном в 1948 году в Музее Топкапы Сарай в Стамбуле. Он представляет собой некий официальный отчёт, составленный управляющим китабхане Байсонкура (практически стопроцентно это был Камаладдин Джафар Али Байсонкури Табризи). Автор отчёта перечисляет такой состав мастерской:
- 1. Пять каллиграфов: Мавлана Шамс, Мавлана Кутб, Мавлана Саад ал-Дин, Мавлана Мухаммад-и Мутаххар и автора отчёта (ардадашт).
- 2. Два художника: Амир Халил и Ходжа Гият-ад-Дин Наккаш.
- 3. Тринадцать иллюминаторов и декораторов рукописей (наккаш, мудхаххиб, джадолкаш): Мавлана Али, Мавлана Шихаб, Махмуд, Ходжа Ата, Хаджи, Хатаи, Абд аль-Салам, устад Сайф ад-Дин, Ходжа Мир Хасан, Мир Шамс ал-Дин, Мавлана Шамс, устад Даулат-ходжа, Ходжа Атай Джадолкаш.
- 4. Три переплётчика (муджаллид): Мавлана Кавам ал-Дин, Хаджи Махмуд и Ходжа Махмуд.
- 5. Два художника-специалиста по узорам (таррах): Ходжа Абд ал-Рахим и Мир Даулатъяр. Эти художники изобретали узоры, которыми впоследствии покрывались самые разные материалы: кожи, ткани, ковры, фаянс, изразцы и т. д.

Автор отчёта также перечисляет 9 манускриптов, находящихся в процессе изготовления, среди них «Гулистан» Саади, два варианта «Шахнаме» Фирдоуси, «Диван» Хаджу Кермани и другие рукописи. Из всей богатой библиотеки Байсонкура до наших дней дошло всего 19 манускриптов. 17 из них были изготовлены в его китабхане, причем 5 из этих семнадцати упоминаются в отчёте руководителя китабхане:
- 1. «Гулистан» (Розовый сад) Саади (1427 г., ныне хранится в библиотеке Честер Битти, Дублин)
- 2. «Шахнаме» Фирдоуси (1430 г., Библиотека дворца Гулистан, Тегеран)
- 3. «Тарих-и Табари» (История Табари) Балами (1430 г., РНБ, Санкт Петербург)
- 4. «Тарих-и Джахангуша» (История завоевателя мира) Джувейни (1430 г., РНБ, Санкт Петербург)
- 5. «Шахнаме» Фирдоуси (май 1430 г. Библиотека Малик, Тегеран).

После смерти Байсонкура мастерская перешла во владение к его старшему сыну Ала ад-Даула. После того, как в 1447 году скончался Шахрух, Улугбек забрал часть художников к себе в Самарканд, где они старались продолжить творческий стиль, характерный для лучших работ в Герате. Однако после смерти Улугбека в 1449 году мастерская окончательно исчезла.
Художники китабхане Байсонкура были непосредственными предшественниками Бехзада, подготовившими прекрасную почву для нового расцвета гератской школы миниатюры во второй половине XV века, а байсонкуровские каллиграфы положили начало замечательной хорасанской каллиграфической традиции.

## «Шахнаме» Байсонкура

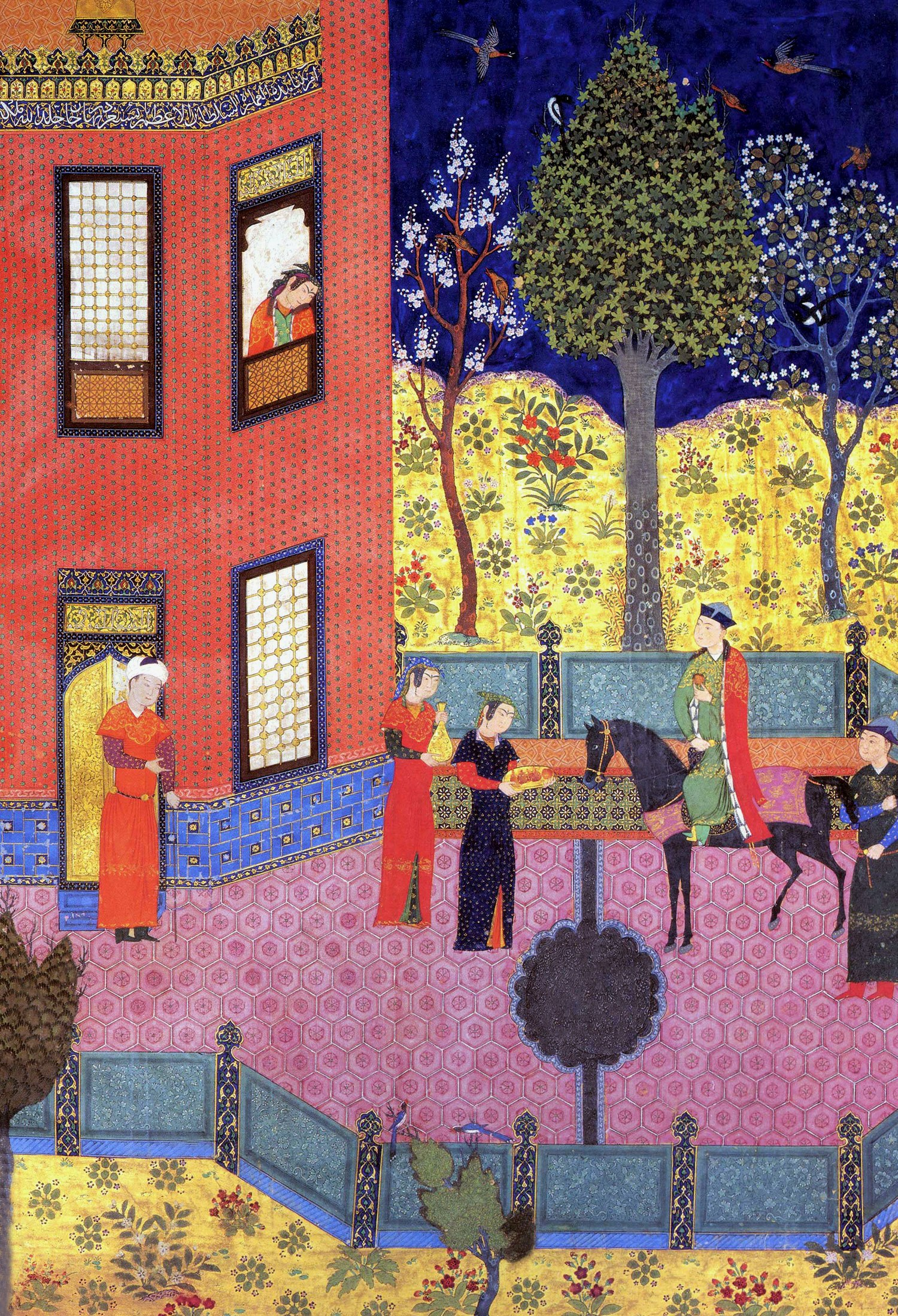
Гульнар увидела Ардашира и сразу влюбилась. «Шахнаме» Байсонкура. Герат, 1430 г., Библиотека дворца Гулистан, Тегеран.

Самыми блестящими признаны миниатюры к трем манускриптам, созданным в мастерской Байсонкура: «Гулистан» Саади (Библиотека Честер Битти, Дублин), «Калила и Димна» (Библиотека Топкапы Сарай, Стамбул), и «Шахнаме» Фирдоуси (Библиотека Дворца Гулистан, Тегеран), однако из всех трёх миниатюры к «Шахнаме» выделяются особым изяществом и богатством.
Манускрипт Шахнаме из библиотеки дворца Гулистан был заказан Байсонкуром в 1426 году и завершён его художниками 30 января 1430 года. Его размеры 38х26 см, в нём 346 страниц и 21 миниатюра. Текст написал почерком насталик каллиграф Мавлана Джафар Байсонкури (Джафар Али Табризи), который служил главой китабхане Байсонкура. Миниатюры, по всей вероятности, выполнили художники Мулла Али и Амир Халил, а переплёт Мавлана Киям ад-Дин. По качеству работы, золочению, искусности миниатюр, прекрасной каллиграфии и великолепному переплёту Шахнаме Байсонкура уступает только прославленному экземпляру «Шахнаме» Тахмаспа, известному как «Шахнаме Хаутона» (создан в 1525—35 гг). Факсимильное издание книги было выполнено в 1971 году в честь 2500-летия основания иранской монархии.
В предисловии манускрипта сообщается, что этот экземпляр не был скопирован с одной рукописи Шахнаме, но его текст составлен из нескольких разных вариантов произведения Фирдоуси, что позволило создать самый обширный свод эпоса Шахнаме (более чем 58 000 стихов — на каждом листе по 6 колонок в 31 строку). В предисловии сообщаются также некоторые факты об эпосе и его авторе, но, к сожалению, часть этих фактов не соответствует действительности. Несмотря на это, байсонкуровский вариант Шахнаме стал образцом для подражаний и копирования.
Ценность манускрипта заключается не только в его обширном тексте, но и в великолепных иллюстрациях. Художники Байсонкура используют богатую цветовую гамму — оттенки красного, зелёного, чёрную, белую, коричневую и золотую краску, охру, а также несколько оттенков синего пигмента. Миниатюры содержат достаточно точные изображения различных животных, интерьеров дворцов, элементов их украшений и изразцов, а также архитектурных сооружений, расположенных в вымышленном природном окружении. Миниатюрам присущи композиционная ясность, точность рисунка, и сложные, зачастую неожиданные цветовые сочетания.
«Шахнаме» Байсонкура является не просто ценнейшим культурным артефактом. Богатство и изысканность этого манускрипта свидетельствуют о том, в какой мере и с каким желанием тюрки-тимуриды стремились вписаться в традиционный персидский культурный контекст.

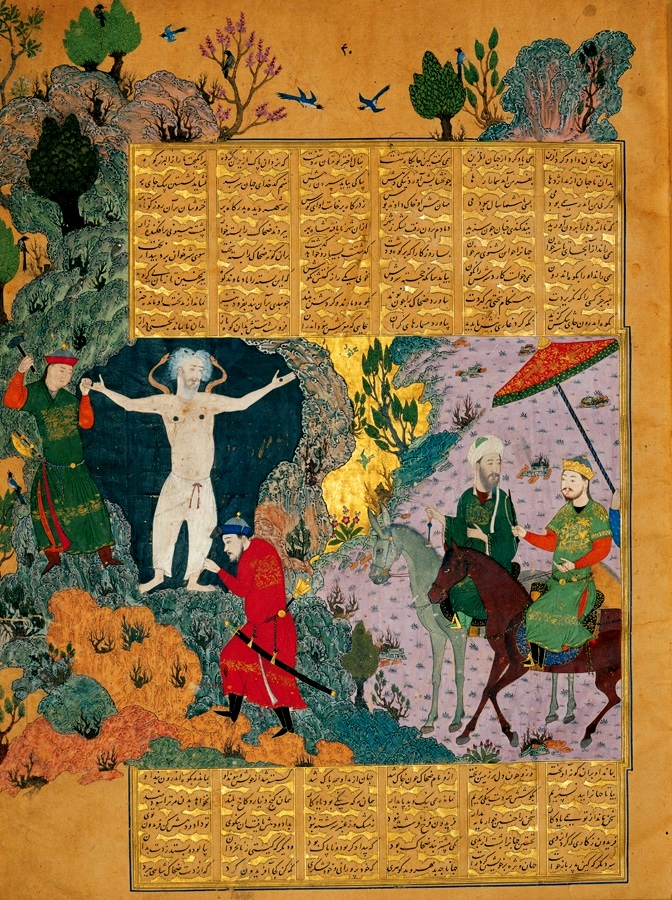
Тиран Заххак, прикованный к горе Дамаванд. «Шахнаме» Байсонкура. Герат, 1430 г., Библиотека дворца Гулистан, Тегеран
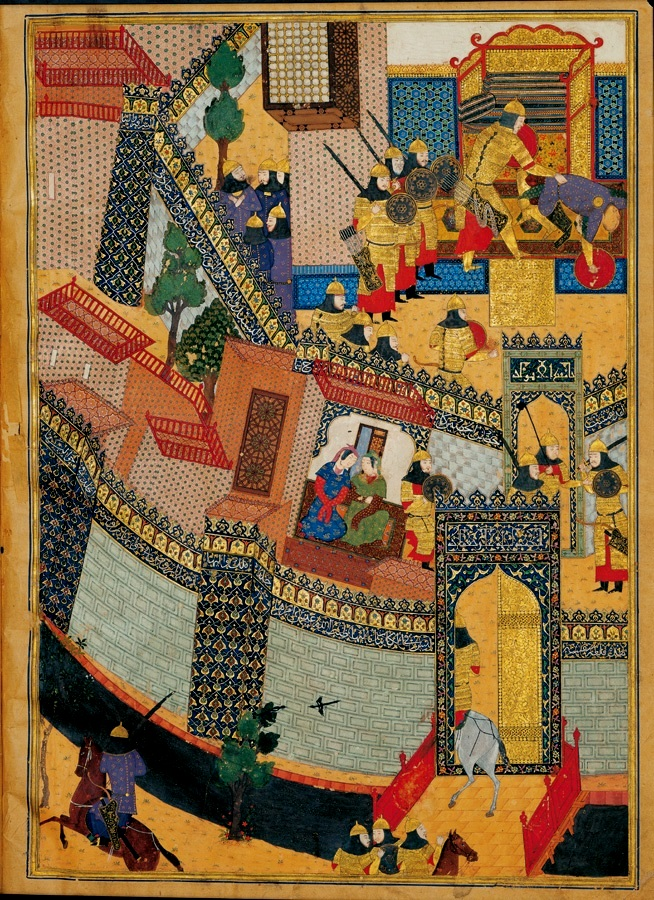
Исфандиар убивает Арджаспа в его дворце. «Шахнаме» Байсонкура. Герат, 1430 г., Библиотека дворца Гулистан, Тегеран
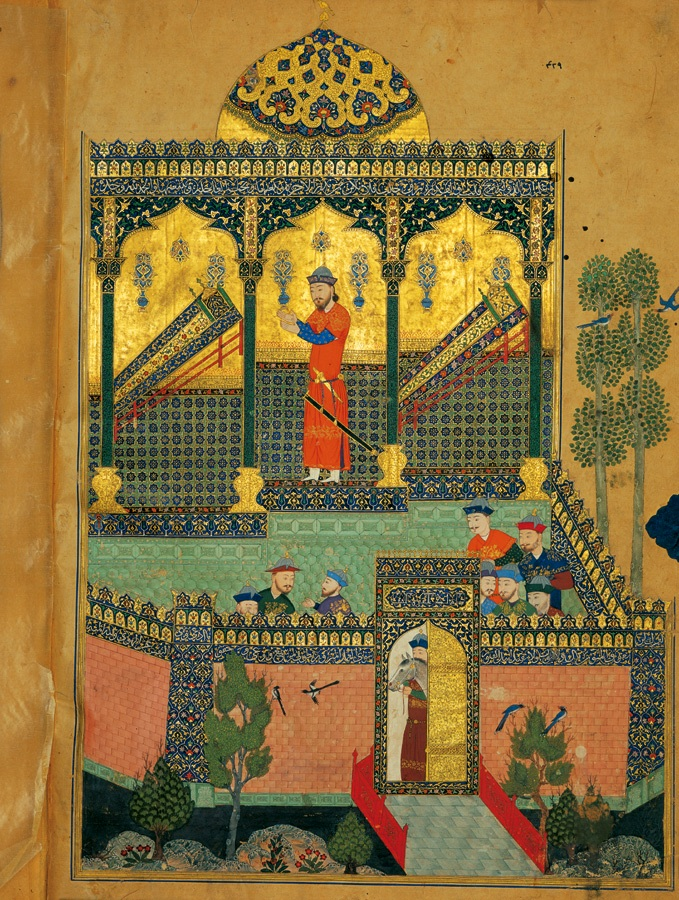
Фарамарз скорбит по Рустаму и Заваре. «Шахнаме» Байсонкура. Герат, 1430 г., Библиотека дворца Гулистан, Тегеран
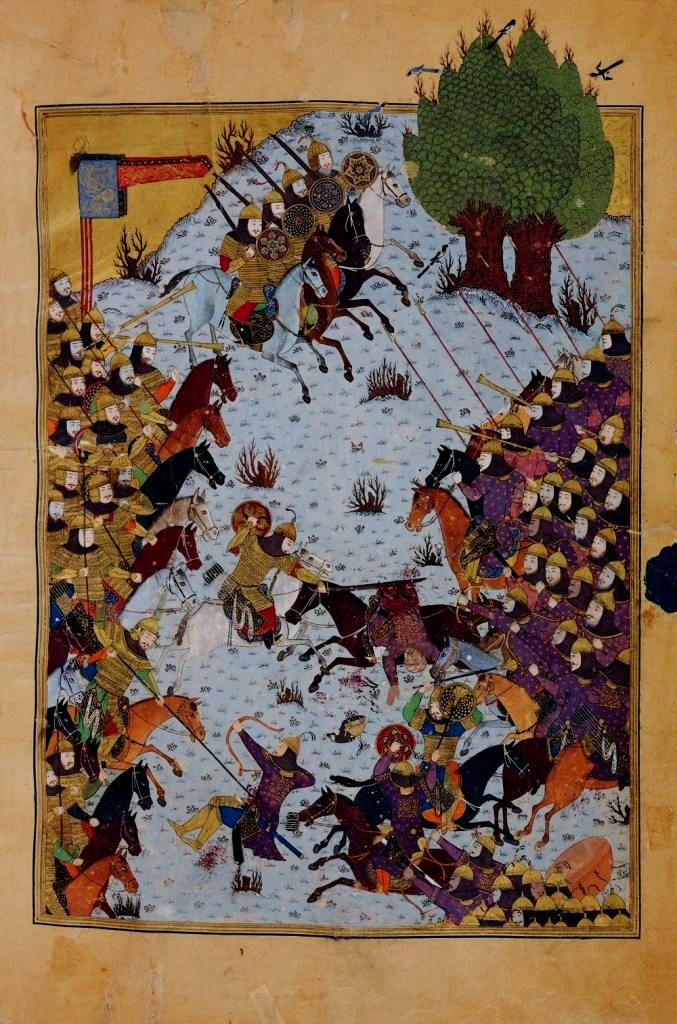
Кей Хосров убивает Эйлу. «Шахнаме» Байсонкура. Герат, 1430 г., Библиотека дворца Гулистан, Тегеран